# مطار بوير سيماو
مطار بوير سيماو (بالإنجليزية: Pu'er Simao Airport)‏ (إياتا: SYM، إيكاو: ZPSM) يقع في مدينة بوير في جمهورية الصين الشعبية. صنف مطار بوير سيماو في المرتبة السابعة والتسعون في الصين من حيث عدد الركاب عام 2011 وفقًا لإدارة الطيران المدني في الصين، حيث تعامل مع 238,486 راكب، وبلغ إجمالي حركة الطائرات (القادمة والمغادرة) 2,572 طائرة وقد بلغت كمية البضائع المنقولة عبر المطار 734 طن.

## شركات الطيران والوجهات
| شركـات طيـران         | الوجهات                                             |
| --------------------- | --------------------------------------------------- |
| خطوط شرق الصين الجوية | مطار كونمينغ جانغشوي الدولي، مطار نانينغ وشو الدولي |
| Ruili Airlines        | مطار تشانغشا هوانغوا الدولي، مطار ديهونغ مانغشي     |
| خطوط سيتشوان الجوية   | مطار تشنغدو تيانفو الدولي                           |